# Station Raba Wyżna
Station Raba Wyżna is een spoorwegstation in de Poolse plaats Raba Wyżna.